# Nicky Doll
Karl Sanchez, plus connu sous le nom de scène Nicky Doll, est une drag queen française exerçant principalement aux États-Unis. Elle est connue pour sa participation à la douzième saison de RuPaul's Drag Race, comme présentatrice de Drag Race France et pour avoir participé à la Cérémonie d'ouverture des Jeux olympiques 2024.

## Jeunesse
Karl Sanchez naît le 14 mars 1991 à Marseille, dans les Bouches-du-Rhône,. Après un voyage avec sa mère à Saint-Martin, ils y déménagent pour vivre au bord de l'océan. Il passe son adolescence à Tanger, au Maroc, où il est victime d'insultes à cause de sa personnalité et de son comportement considérés comme féminins,. Il adopte un style emo et androgyne, tout en sortant avec des filles et en se renseignant sur la culture LGBT sur internet. Il commence des études de communication à l'université Paris 8. En 2009, il participe à sa première marche des fiertés à Paris, maquillé, en robe, perruque et talons. Il abandonne alors ses études de communication pour se tourner vers un BTS en maquillage.

## Carrière
Karl Sanchez commence une carrière de maquilleur et crée son personnage de Nicky Doll, qu'il décrit comme une poupée des années 1990 grandeur nature, en 2009,. Le nom « Nicky Doll » lui vient de Nicki Minaj et du mot anglais désignant « poupée » pour désigner la versatilité et les différentes personnalités de son personnage. Il apparaît en tant que telle dans Féroce Magazine, Cosmopolitan et Volition Magazine,,. Il devient résidente au Queen.
Il travaille à Paris avant de partir à San Francisco et s'installe à New York en 2015, où il travaille en tant que maquilleur professionnel. Ses proches l'encouragent à reprendre le drag, et Nicky remporte le premier prix d'une scène ouverte.
Le 23 janvier 2020, elle est annoncée comme l'une des treize candidates de la douzième saison de RuPaul's Drag Race, devenant la première candidate française de la franchise. Reconnue pour ses tenues et ouverte sur le sujet de ses insécurités de la barrière linguistique,, elle y obtient la onzième place. Elle devient ensuite égérie des marques Thierry Mugler et Jean-Paul Gaultier.
Elle est personnellement choisie par RuPaul comme maquilleuse de Pete Davidson lors d'un épisode de Saturday Night Live présenté par RuPaul.
Le 4 mars 2022, elle est annoncée comme présentatrice et juge principale de l'émission Drag Race France.
Le 19 octobre 2023, elle signe le premier beau livre sur l’art du drag, Reines, avec des portraits de drag queens, drag kings et créatures en relatant l’histoire du drag, de Louis XIV à Paloma, gagnante de la première saison de Drag Race France. Ce livre est illustré par Darius Salimi et Marc-Antoine Coulon.
En 2024, elle participe à différents événements autour des Jeux olympiques de Paris, d'abord lors du relais de la flamme, qu'elle porte à Arles, puis lors de la cérémonie d'ouverture où elle apparaît aux côtés de Paloma, Piche, Barbara Butch et Giselle Palmer. Elle porte plainte contre Laurence Fox et divers internautes pour « diffamation » suite à des messages haineux sur les réseaux sociaux.

## Vie privée
Karl Sanchez est ouvertement homosexuel depuis l'âge de dix-huit ans.

## Filmographie

### Télévision
| Année       | Titre                                                   | Rôle              | Notes                                                                                              | Ref.   |
| ----------- | ------------------------------------------------------- | ----------------- | -------------------------------------------------------------------------------------------------- | ------ |
| 2020        | RuPaul's Drag Race                                      | Elle-même         | Saison 12 de RuPaul's Drag Race – Concurrente, 11ème place                                         | [ 18 ] |
| 2020        | RuPaul's Drag Race: Untucked                            | Elle-même         | Saison 12 de RuPaul's Drag Race – Concurrente, 11ème place                                         | [ 18 ] |
| 2020        | Quotidien                                               | Elle-même         | Émission du 5 mars 2020                                                                            | [ 19 ] |
| 2020        | Je t'aime, etc.                                         | Elle-même         | Émission du 12 octobre 2020                                                                        | [ 20 ] |
| 2022        | On est en direct                                        | Elle-même         | Émission du 4 juin 2022                                                                            | [ 21 ] |
| 2022        | C à vous                                                | Elle-même         | Émission du 15 juin 2022                                                                           | [ 22 ] |
| 2022        | Countdown to All Stars 7: You're A Winner Baby          | Elle-même         | Invitée, VH1 special                                                                               | [ 23 ] |
| Depuis 2022 | Drag Race France                                        | Elle-même         | Présentatrice et juge principale                                                                   | [ 14 ] |
| 2023        | RuPaul's Drag Race All Stars (season 8)                 | Lip Sync Assassin | Épisode: "You're A Winner Baby!"                                                                   | [ 24 ] |
| 2023        | RuPaul's Drag Race All Stars: Untucked!                 | Elle-même         | Épisode: "All Stars Untucked: You're A Winner Baby!"                                               | [ 24 ] |
| 2023        | Les voyages de Nicky                                    | Elle-même         | Documentaire                                                                                       | [ 25 ] |
| 2024        | Concours Eurovision de la chanson 2024                  | Elle-même         | Commentatrice lors des demi finales                                                                | [ 26 ] |
| 2024        | Cérémonie d'ouverture des Jeux olympiques d'été de 2024 | Elle-même         | Une des artistes queers reproduisant le tableau Le Festin des dieux de Jan van Bijlert (vers 1635) |        |

### Web-séries
| Année | Titre                                     | Rôle      | Notes                                                                                                  | Ref.   |
| ----- | ----------------------------------------- | --------- | --- | ------ |
| 2020  | Miz Cracker's Review with a Jew - S12 E05 | Elle-même | Saison 12, épisode 5 — Invitée                                                                         | [ 27 ] |
| 2020  | Whatcha Packin' - S12 E05                 | Elle-même | Saison 12, épisode 5 — Invitée                                                                         | [ 28 ] |
| 2020  | RuPaul’s Drag Race: Makeup Tutorial       | Elle-même | | [ 29 ] |
| 2020  | Get Ready With Me par Vogue Paris         | Elle-même | [ 30 ]                                                                                                 |        |
| 2020  | The X Change Rate                         | Elle-même | Avec Monét X Change et Taraji P. Henson                                                                | [ 31 ] |
| 2020  | Beauty Call par Vogue Paris               | Elle-même | | [ 32 ] |
| 2020  | The A.V. Club                             | Elle-même | Avec Brita, Dahlia Sin, Jan et Rock M. Sakura                                                          | [ 33 ] |
| 2020  | Extra-Ordinaire                           | Elle-même | | [ 34 ] |
| 2020  | Bring Back My Ghouls                      | Elle-même | Avec les candidates de la douzième saison de RuPaul's Drag Race                                        | [ 35 ] |
| 2021  | Brut. Footage                             | Elle-même | | [ 36 ] |
| 2021  | The Pit Stop                              | Elle-même | Saison 13, épisode 10 — Invitée                                                                        | [ 37 ] |
| 2021  | What's My Game?                           | Elle-même | Avec Priyanka et Traci Melchor                                                                         | [ 38 ] |
| 2021  | Fashion Photo Ruview                      | Elle-même | Présentatrice invitée avec Alexis Mateo - Saison 2 de Drag Race Holland - Saison 1 de Drag Race España | [ 39 ] |
| 2021  | Out of the Closet                         | Elle-même | Saison 5, épisode 4                                                                                    | [ 40 ] |
| 2022  | La Boîte à Questions                      | Elle-même | | [ 41 ] |

### Clips musicaux
| Année | Titre         | Réalisation      |
| ----- | ------------- | ---------------- |
| 2022  | Attention     | Julian Roca-Chow |
| 2022  | Toxic         | Dylan Perlot     |
| 2023  | Fashion Freak | Dylan Perlot     |
| 2024  | I had a dream | Dylan Perlot     |
| 2024  | Oublier       | Antonin Sohier   |

## Discographie
| Année | Titre                             | Artiste                                   |
| ----- | --------------------------------- | ----------------------------------------- |
| 2020  | I'm That Bitch                    | The Cast of RuPaul's Drag Race, Season 12 |
| 2020  | The Shady Bunch                   | The Cast of RuPaul's Drag Race, Season 12 |
| 2022  | Attention                         | Nicky Doll                                |
| 2022  | Toxic                             | Nicky Doll                                |
| 2023  | Fashion Freak                     | Nicky Doll                                |
| 2023  | Fashion Freak (The Remixes Vault) | Nicky Doll, Kiddy Smile, SOHIER           |
| 2024  | Don't Cha                         | Nicky Doll                                |
| 2024  | I had a dream                     | Nicky Doll                                |
| 2024  | Oublier                           | Nicky Doll                                |
| 2024  | QUEEN (Reine)                     | Nicky Doll, LEXXE                         |